# Rencontres internationales de musique contemporaine
Les Rencontres européennes de musique contemporaine (RIMC) étaient un festival de musique contemporaine, qui s’est tenu de 1972 à 1992 à Metz en Lorraine.

## Un milieu musical propice
La vie culturelle connaît un essor sans précédent à Metz dans les années 1970. Héritage du protestantisme et de la période allemande, le climat musical y est exceptionnel. Le conservatoire de Metz, qui accueille plus de 1 200 élèves, est alors une pépinière de futurs grands musiciens. Outre l’Orchestre symphonique de Lorraine, la ville compte des formations de qualité, parmi lesquelles il faut compter les ensembles Ad Artem ou Ensemble Baroque. L'Association des amis de la musique (ALAM) organise en outre une riche saison de concerts et de récitals. Le Centre de musique européenne, installé près du conservatoire, se spécialise dans la recherche musicale, créant un terreau favorable à la musique contemporaine. C’est donc dans un climat propice que les Rencontres européennes de musique contemporaine voient le jour en 1972. Le compositeur Claude Lefebvre, fondateur du Centre européen pour la recherche musicale à Metz, crée le festival Rencontres internationales de musique contemporaine, afin d’« échapper aux consommations hâtives de trop nombreuses créations mondiales ». Il en gardera la direction artistique pendant une vingtaine d’années. Après la disparition du Festival international d'art contemporain de Royan, en 1977, le festival de Metz devient un rendez-vous incontournable pour la musique contemporaine en France.

## Un festival éclectique
Le projet de Claude Lefebvre est ambitieux. Il établit d’emblée une programmation éclectique, ouverte aux jeunes compositeurs, comme aux plus grands de l’époque, de Mauricio Kagel à Pierre Boulez, en passant par Karlheinz Stockhausen, Iannis Xenakis ou Olivier Messiaen. Cette programmation, confrontant les plus grands noms de la scène musicale internationale à des compositeurs moins connus comme Henri Pousseur, André Boucourechliev, Paul Méfano, Nguyen Thien Dao ou Vinko Globokar, fait souffler un vent créatif, ou propice à la créativité, sur le festival. Sous la houlette de Pierre Boulez, l’IRCAM s’y associe en 1979, comme le feront aussi Michaël Levinas, Pascal Dusapin, ou Les Percussions de Strasbourg.
Très ouvert, le festival ouvrit également ses portes aux Américains tels que John Cage (création mondiale de Thirty Pieces for Five Orchestras en 1981 et d'Organ²/ASLSP en 1987) ainsi que les minimalistes : Morton Feldman en 1975, puis Philip Glass (1983) et Steve Reich (1988).
Alors que de nombreux mélomanes, musiciens ou professionnels de la musique, se sont ouverts à la musique contemporaine grâce à ce festival, les Rencontres européennes de musique contemporaine cessent d'avoir lieu en 1992. Le festival Acanthes, créé en 1977, est aujourd’hui le dernier à promouvoir en France, dans le même esprit, la musique contemporaine.